# Безруківська сільська рада
Бе́зруківська сільська́ ра́да — адміністративно-територіальна одиниця та орган місцевого самоврядування в Дергачівському районі Харківської області. Адміністративний центр — село Безруки.

## Загальні відомості
- Безруківська сільська рада утворена в 1932 році.
- Територія ради: 12,84 км²
- Населення ради: 2 686 осіб (станом на 2001 рік)
- Територією ради протікає річка Лопань.

## Населені пункти
Сільській раді були підпорядковані населені пункти:
- с. Безруки
- с. Лещенки

## Склад ради
Рада складалася з 16 депутатів та голови.
- Голова ради: Шабалтас Микола Іванович
- Секретар ради: Безрук Любов Василівна

### Керівний склад попередніх скликань
| Прізвище, ім'я, по батькові  | Основні відомості                                                                     | Дата обрання | Дата звільнення |
| ---------------------------- | ------------------------------------------------------------------------------------- | ------------ | --------------- |
| Полях Анатолій Олександрович | Сільський голова, 1949 року народження, член Всеукраїнського об'єднання «Батьківщина» | 26.03.2006   | 13.03.2009      |
| Шабалтас Микола Іванович     | Сільський голова, 1953 року народження, освіта вища, член Партії регіонів             | 02.08.2009   | 31.10.2010      |
| Шабалтас Микола Іванович     | Сільський голова, 1953 року народження, освіта вища, член Партії регіонів             | 31.10.2010   |                 |

Примітка: таблиця складена за даними сайту Верховної Ради України

### Депутати
За результатами місцевих виборів 2010 року депутатами ради стали:

#### За суб'єктами висування
| Суб'єкт висування | Кількість обраних депутатів | %    |
| ----------------- | --------------------------- | ---- |
| Партія регіонів   | 10                          | 62,5 |
| Самовисування     | 6                           | 37,5 |

#### За округами
| № округу        | Прізвище, ім'я, по батькові  | Дата визнання обраним | Освіта  | Партійна приналежність                        | Відомості про обраного депутата                |
| --------------- | ---------------------------- | --------------------- | ------- | --------------------------------------------- | ---------------------------------------------- |
| Партія регіонів |                              |                       |         |                                               |                                                |
| 3               | Божко Олександр Петрович     | 04.11.2010            | середня | член Партії регіонів                          | приватний підприємець                          |
| 4               | Безрук Юлія Миколаївна       | 04.11.2010            | вища    | член Партії регіонів                          | Безруківська загальноосвітня школа, директор   |
| 5               | Бережний Ігор Васильович     | 04.11.2010            | середня | член Партії регіонів                          | ПЧ м. Харків, старший пожежний                 |
| 6               | Клименко Тетяна Анатоліївна  | 04.11.2010            | середня | член Партії регіонів                          | СПДФО Шурубура В. В., комплектувальник меблів  |
| 7               | Горобій Іван Йосипович       | 04.11.2010            | вища    | член Партії регіонів                          | ВАТ «Харківміськгаз», слюсар САВР              |
| 10              | Гужва Людмила Андріївна      | 04.11.2010            | вища    | член Партії регіонів                          | приватний підприємець                          |
| 11              | Козоріз Євгеній Васильович   | 04.11.2010            | вища    | член Партії регіонів                          | приватний підприємець                          |
| 13              | Твердохліб Віктор Васильович | 04.11.2010            | середня | член Партії регіонів                          | НВП АСПО — 1, виробничий майстер               |
| 14              | Бугай Олексій Миколайович    | 04.11.2010            | середня | член Партії регіонів                          | ПП «Бугай О. М.», керівник                     |
| 15              | Полтєв Юрій Іванович         | 04.11.2010            | середня | член Партії регіонів                          | тимчасово не працює                            |
| Самовисування   |                              |                       |         |                                               |                                                |
| 1               | Кашуба Ігор Миколайович      | 04.11.2010            | середня | позапартійний                                 | ПП «Монтажник», електромонтажник               |
| 2               | Нежальська Ольга Віталіївна  | 04.11.2010            | середня | позапартійна                                  | приватний підприємець                          |
| 8               | Кулакова Лариса Іванівна     | 04.11.2010            | вища    | член Всеукраїнського об'єднання «Батьківщина» | приватне підприємство, керівник                |
| 9               | Безрук Любов Василівна       | 04.11.2010            | вища    | член Партії регіонів                          | Безруківська сільська рада, секретар виконкому |
| 12              | Зубрич Олександр Михайлович  | 04.11.2010            | середня | позапартійний                                 | тимчасово не працює                            |
| 16              | Даниленко Віктор Миколайович | 04.11.2010            | середня | позапартійний                                 | ПДПЧ — 9, старший пожежний                     |